# Lathromeris oviducta
Lathromeris oviducta is een vliesvleugelig insect uit de familie Trichogrammatidae. De wetenschappelijke naam is voor het eerst geldig gepubliceerd in 1929 door Alexandre Arsène Girault.